# The New Paper
The New Paper là tờ báo tiếng Anh có số lượng ấn bản nhiều thứ nhì được mua tại Singapore, số đầu tiên được phát hành ngày 26/07/1988, có chủ sở hữu là Singapore Press Holdings (SPH). Theo SPH, số lượng ấn bản trung bình mỗi ngày của nó vào tháng 8/2010 là 101,600 bản.
The New Paper là tờ báo khổ nhỏ. Khởi đầu, nó được phát hành vào chính ngọ, tức giữa trưa, nhưng kể từ năm 2006, giờ xuất bản được ấn định là từ 7 giờ sáng mỗi ngày trở đi. Cũng có một phiên bản khác của tờ báo ra mỗi ngày từ thứ hai đến thứ năm vào giữa trưa đăng nhiều tin thể thao về các trận đấu bóng đá buổi tối muộn sau khi tờ buối sáng đã được đem ra nhà in.
Là tờ báo tiếng Anh được mua đọc nhiều thứ nhì tại Singapore, The New Paper thường được so sánh với một tờ khổ nhỏ khác có tên Today có đường hướng phát triển hoàn toàn trái ngược với tờ The Straits Times cũng do SPH sở hữu. Tờ báo cố gắng thu hút độc giả với những hàng tít giật gân quen thuộc đầy thu hút của báo lá cải. Các câu chuyện đăng trên tờ báo thường tập trung vào thị hiếu của người dân địa phương ở các lĩnh vực giải trí, thời trang và thể thao. Ngược lại với The Straits Times, lượng tin quốc tế đăng trên The New Paper khá hạn chế. Mặc dù vậy, theo SPH, The New Paper thể hiện "một góc nhìn mới chưa được thấy tại đâu", và cho rằng tờ báo của mình "hợp thời", "bắt mắt" và "dễ đọc" mà vẫn nắm bắt được các "vấn đề phức tạp".
Tờ The New Paper ghi dấu ấn với các bản tin thể thao, đặc biệt là các giải bóng đá liên đoàn (các giải như UEFA Champions League và Premier League). Trong số các phóng viên báo chí của tờ báo, Iain Macintosh đã về nhì trong cuộc bầu chọn Phóng viên Bóng đá Xuất sắc nhất (Best Football Journalist) do trang mạng Soccerlens.com tổ chức vào năm 2010.
Kể từ tháng 05/2009, nguyệt san FiRST đã được hợp nhất với tờ The New Paper, và trở thành tuần san phụ trương của tờ này.

## Cột mốc đáng chú ý
Ngày 17/10/2016, Singapore Press Holdings ra thông báo cắt giảm 10% số lượng nhân viên của tờ báo, rằng My Paper và The New Paper (TNP) sẽ hợp nhất để cải tổ TNP, khi đó tờ báo sẽ được phát miễn phí kể từ tháng 12/2017.